# Passalus bolivianus
Passalus bolivianus (лат.) — вид сахарных жуков рода Passalus из семейства пассалиды (Passalidae). Неотропика. Назван по месту обнаружения (Боливия). Длина более 3 см (32,8—36,8 мм). Чёрные, блестящие. Брахиптерные. Медиофронтальные бугорки крупнее внутренних; заднебоковые бугорки крупнее центрального бугорка; передняя граница лица почти прямая с небольшой срединной выемкой; надкрылья сильно опушены. Известен из Боливии, описан как брахиптерный на основании материала с высоты 1800—3200 м над уровнем моря. Passalus (Pertinax) bolivianus по размерам и габитусу сходен с Passalus nudifrons, от которого отличается тем, что передний край головы прямой с центральной выемкой, плечи опушены, а передняя часть метастернума пунктирована и опушена. Аналогично, общая длина P. bolivianus сходна с Passalus gonzalezae, но первый имеет надкрылья с округлыми точками, отмеченными как на боковых, так и на дорсальных полосах (слабые точки на полосах 7—10 у P. gonzalezae), а плечевые кости сильно опушены.